# Famille Hached
Cette page explique l’histoire ou répertorie les différents membres de la famille Hached.
La famille Hached est une famille tunisienne originaire d'El Abassia, localité des îles Kerkennah, composée originellement de pêcheurs aux origines berbères et yémenites.

## Personnalités
- Farah Hached (1975- ), juriste, enseignante et militante
- Farhat Hached (1914-1952), syndicaliste et secrétaire général de l'UGTT
- Noureddine Hached (1944-2025), gouverneur, ministre et ambassadeur